# Asson (Voodoo)
Eine Asson ist eine Gefäßrassel für Kultzwecke, die im afrikanischen und haitianischen Voodoo die Priesterwürde symbolisiert. Die asson ist als Kultgegenstand ausschließlich für den Gebrauch durch Houngans und Mambos vorgesehen. Sie wird verwendet, um Ahnenseelen oder Loa, zwischen Gott und den Menschen vermittelnde Geistwesen, herbeizurufen. Die Übernahme der Priesterpflichten und -rechte wird von Voodoogläubigen als prise d’asson (Annahme der Rassel) bezeichnet.
Die asson besteht aus einer Kalebasse mit einem langen Hals, der als Handgriff dient. Außen ist sie häufig mit einem Netz aus Korallenstückchen und Schlangenknochen umgeben, bisweilen auch mit Porzellan. Im Inneren befinden sich acht Sorten von Steinen, die acht Loa entsprechen, und Rückenwirbel von Schlangen. In Afrika stammen diese vom Königspython, der das ewige Leben symbolisiert. Im haitianischen Voodoo ist die Schlange einerseits das Wesen, als das sich der hochrangige wohltätige Geist Damballah zeige. Andererseits soll sich auch der als zwiespältig und zusätzlich der kriegerischen Loa-Nation Petro zugehörig angesehene Geist Simbi Andezo, der die Fähigkeit zur Präkognition verleihe und im Süßwasser lebe, in Schlangenform manifestieren.